# Камерон (Міссурі)
Камерон (англ. Cameron) — місто (англ. city) в США, в округах Клінтон, Декальб і Колдвелл штату Міссурі. Населення — 8513 особи (2020).

## Географія
Камерон розташований за координатами 39°44′51″ пн. ш. 94°14′14″ зх. д. / 39.74750° пн. ш. 94.23722° зх. д. (39.747555, -94.237149).  За даними Бюро перепису населення США в 2010 році місто мало площу 16,33 км², з яких 15,65 км² — суходіл та 0,68 км² — водойми.

### Клімат
| Клімат : Камерон        | Клімат : Камерон | Клімат : Камерон | Клімат : Камерон | Клімат : Камерон | Клімат : Камерон | Клімат : Камерон | Клімат : Камерон | Клімат : Камерон | Клімат : Камерон | Клімат : Камерон | Клімат : Камерон | Клімат : Камерон | Клімат : Камерон |
| Показник                | Січ.             | Лют.             | Бер.             | Квіт.            | Трав.            | Черв.            | Лип.             | Серп.            | Вер.             | Жовт.            | Лист.            | Груд.            | Рік              |
| Абсолютний максимум, °C | 21,7             | 25,0             | 30,0             | 33,3             | 36,1             | 38,9             | 42,8             | 42,2             | 37,8             | 35,6             | 27,8             | 22,2             | 42,8             |
| Середній максимум, °C   | 1,7              | 4,4              | 11,1             | 17,2             | 22,8             | 27,8             | 30,6             | 30,0             | 25,0             | 18,9             | 10,6             | 3,3              | 17,2             |
| Середній мінімум, °C    | −10              | −7,8             | −1,7             | 3,9              | 10,0             | 15,6             | 18,3             | 16,7             | 11,1             | 4,4              | −1,7             | −8,3             | 4,4              |
| Абсолютний мінімум, °C  | −32,8            | −32,8            | −27,2            | −12,8            | −3,9             | 1,1              | 6,1              | 4,4              | −2,8             | −10              | −23,3            | −32,8            | −32,8            |
| Норма опадів, мм        | 26               | 39               | 72               | 95               | 135              | 126              | 103              | 100              | 115              | 80               | 59               | 43               | 993              |
| ----------------------- | ---------------- | ---------------- | ---------------- | ---------------- | ---------------- | ---------------- | ---------------- | ---------------- | ---------------- | ---------------- | ---------------- | ---------------- | ---------------- |
| Джерело:                |                  |                  |                  |                  |                  |                  |                  |                  |                  |                  |                  |                  |                  |

## Демографія
Згідно з переписом 2010 року, у місті мешкали 9933 особи в 2605 домогосподарствах у складі 1562 родин. Густота населення становила 608 осіб/км².  Було 2951 помешкання (181/км²).
Расовий склад населення:
| - 82,9 % — білих - 14,8 % — чорних або афроамериканців - 0,5 % — корінних американців - 0,5 % — азіатів |

До двох чи більше рас належало 1,0 %. Частка іспаномовних становила 2,0 % від усіх жителів.
За віковим діапазоном населення розподілялося таким чином: 17,1 % — особи молодші 18 років, 69,4 % — особи у віці 18—64 років, 13,5 % — особи у віці 65 років та старші. Медіана віку мешканця становила 37,4 року. На 100 осіб жіночої статі у місті припадало 194,2 чоловіків;  на 100 жінок у віці від 18 років та старших — 222,8 чоловіків також старших 18 років.
Середній дохід на одне домашнє господарство  становив 48 175 доларів США (медіана — 38 101), а середній дохід на одну сім'ю — 54 990 доларів (медіана — 49 786). Медіана доходів становила 40 136 доларів для чоловіків та 32 421 долар для жінок. За межею бідності перебувало 22,2 % осіб, у тому числі 32,2 % дітей у віці до 18 років та 10,8 % осіб у віці 65 років та старших.
Цивільне працевлаштоване населення становило 2737 осіб. Основні галузі зайнятості: освіта, охорона здоров'я та соціальна допомога — 31,9 %, роздрібна торгівля — 11,7 %, публічна адміністрація — 11,5 %.